# Manuel Bonmatí de Cendra

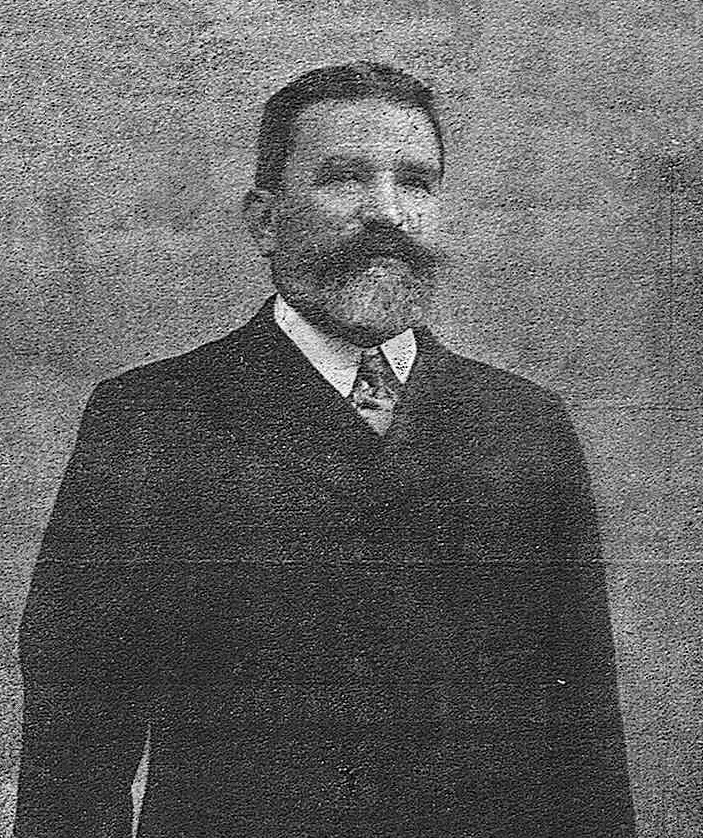
Manuel Bonmatí y Cedra

Manuel Bonmatí de Cendra (Bonmatí, Amer, 3 de marzo de 1853 - Ibíd., 6 de agosto de 1914) fue un empresario y político carlista español, fundador de la colonia industrial Bonmatí, una de las más destacadas de la comarca de Selva por su posición privilegiada. En ella trabajarían centenares de obreros hasta su desaparición en 1978.

## Biografía
Manuel Bonmatí de Cendra nació en 1853 en la casa solariega de Bonmatí, que pertenecía al municipio de Amer. Era hijo de Juan Bonmatí y Masachs (1843-1876) y de Joaquina Cendra y Carreras (1828-1915). Debido a la muerte prematura de su padre en un accidente en una mina de San Julián, Manuel asumió, junto con su madre, la dirección de la casa y de su familia de ocho hermanos. En 1885 se casó con Ramona Calderón de Centelles, de la que enviudó 14 años después. El matrimonio tuvo dos hijos: José María y Montserrat.
Habiendo heredado una cuantiosa fortuna de su padre, entre 1896 y 1903 llevó a cabo su proyecto de la nueva colonia industrial Bonmatí, convirtiendo unos terrenos silvestres ubicados cerca del río Ter en el embrión de un futuro pueblo que llevaría su nombre. En 1896 inició las obras del canal que conduciría el agua a las tres fábricas y bendijo una pequeña capilla. Los dos años siguientes levantó la primera nave y la primera calle de la colonia. En el lugar de la anterior capilla, en 1902 se erigió una más grande. También se debe a Manuel Bonmatí la construcción del puente sobre el río Ter.
En su faceta política, Manuel Bonmatí ocupó un lugar preeminente en los organismos del carlismo gerundense. En 1903 fundó en Gerona el semanario El Tradicionalista y fue elegido diputado provincial. Tras adherirse a la Solidaridad Catalana, en 1907 fue elegido senador por la provincia de Gerona. Posteriormente sería nombrado senador vitalicio. Era el jefe natural de los carlistas de la provincia de Gerona, cargo que le fue otorgado después de manera oficial por las autoridades superiores de la Comunión Tradicionalista. En la misma ciudad fundó en 1910 el diario tradicionalista El Norte, del que fue propietario.
Por motivos de salud, en 1911 abandonó sus cargos y su actuación pública. Falleció en su casa solariega en 1914 y fue enterrado en el panteón familiar del nuevo cementerio que hizo construir en Bonmatí. Su hijo José María Bonmatí asumió el negocio familiar. En su honor una plaza de la antigua colonia de Bonmatí, hoy municipio de Sant Julià del Llor i Bonmatí, lleva el nombre de «Plaza de Don Manuel». Fue tío del periodista Manuel Bonmatí y Romaguera.